# Vlag van Folsgare

Vlag van Folsgare

De vlag van Folsgare is de dorpsvlag van het Nederlandse dorp Folsgare, in de Friese gemeente Súdwest-Fryslân. De vlag werd in 2003 geregistreerd. Het ontwerp van de vlag is van de hand van J.C. Terluin.

## Beschrijving
De beschrijving van de vlag is als volgt:
In blauw een rechthoekige, ook weer een blauwe broekingsdriehoek, belegd met een gele klaver; aansluitend aan de broekingsdriehoek een witte rechthoekige broekkeper, waarvan de top ligt op een afstand van de broekzijde, gelijk aan de vlaghoogte; de keper belegd met op zijn punt staande rode vierkanten, in de vorm van de keper geordend in twee rijen; elk vierkant met zijden gelijk aan 1/10 vlaghoogte.
De kleuren zijn afkomstig van het dorpswapen.

## Symboliek

Blauw veld: verwijst naar de ligging aan de voormalige Middelzee. Daarnaast is de kleur ontleend aan het wapen van Wymbritseradeel, de gemeente waar het dorp eertijds tot behoorde.
- Keper: duidt op de hoek in de Tsjaerddyk. Het rooster dat aangebracht is op de keper verwijst naar Laurentius van Rome, patroonheilige van de Laurentiuskerk van Folsgare.[3]
- Klaverblad: staat voor de veehouderij.[3]